# Wilma Stockenström
Wilma Stockenström (Napier, 1933) és una poeta, novel·lista i dramaturga sud-africana. Va estudiar art dramàtic a Stellenbosch, i després va treballar de locutora de ràdio a Ciutat del Cap fins a establir-se a Pretòria el 1954. Inicialment va cultivar la poesia i el teatre, i no va ser fins a la dècada de 1970 que va començar a escriure novel·les. L'expedició al baobab (1981; Quaderns Crema, 2020), publicada originalment en afrikaans, és la seva obra més coneguda, que J. M. Coetzee va traduir a l'anglès el 1983.

## Obra

### Poesia
- Vir die bysiende leser, Cape Town: Reijger, 1970
- Spieël van water, Cape Town: Human & Rousseau, 1973
- Van vergetelheid en van glans, Cape Town: Human & Rousseau, 1976
- Monsterverse, Cape Town: Human & Rousseau, 1984
- Die heengaanrefrein, Cape Town: Human & Rousseau, 1988
- Aan die Kaap geskryf, Cape Town: Human & Rousseau, 1994
- Spesmase, Cape Town: Human & Rousseau, 1999
- Die Stomme Aarde: 'n Keur, Cape Town: Human & Rousseau, 2007
- The Wisdom of Water: A Selection (translated by Johann de Lange), Cape Town: Human & Rousseau, 2007
- Skoelapperheuwel, skoelappervrou, New York & Pretoria: Ombondi, 1988/2011
- Hierdie mens, Cape Town: Human & Rousseau, 2013

### Prosa
- Uitdraai, Cape Town: Human & Rousseau, 1976
- Eers Linkie dan Johanna, Cape Town: Human & Rousseau, 1979
- Die kremetartekspedisie, Cape Town: Human & Rousseau, 1981
- The Expedition to the Baobab Tree (translated by J. M. Coetzee), Cape Town: Human & Rousseau, 1983; Brooklyn, NY: Archipelago Books, 2015, ISBN 978-1-935744-92-4
- Kaapse rekwisiete, Cape Town: Human & Rousseau, 1987
- Abjater wat so lag, Cape Town: Human & Rousseau, 1991

### Teatre
- Dawid die dik dom kat: ’n kindertoneelstuk, Johannesburg: DALRO, 1971
- Trippens se patatta, Johannesburg: DALRO, 1971
- Laaste middagmaal, Johannesburg: Taurus, 1978

## Premis i reconeixements
- 1977 - Hertzog Prize de poesia per Van vergetelheid en van glans
- 1984 - CNA, Louis Luyt and Ou Mutual Prizes per Monsterverse
- 1988 - Grinzane Cavour Prize per Spedizione al Baobab
- 1991 - WA Hofmeyr and Hertzog Prizes per Abjater wat so lag
- 2008 - SALA Literary Lifetime Award